# Tremenico
Tremenico (lombardul: Tremenegh vagy Tromenegh) település Olaszországban, Lombardia régióban, Lecco megyében. Lakosainak száma 146 fő (2018. január 1.). Tremenico Casargo, Colico, Dervio, Dorio, Introzzo, Pagnona és Vendrogno községekkel határos.

## Népesség
A település lakossága az elmúlt években az alábbi módon változott:

| 2017 | 161 |
| 2018 | 146 |